# Eva Ruiz Martín
Eva Ruiz Martín (Málaga, 12 de mayo de 1968) es una modelo de trajes de flamenca, profesora de danza clásica española y presentadora de televisión española.

## Biografía
Se licenció como profesora de danza clásica española y ejerció esta profesión durante un tiempo. 
En cuanto a sus reconocimientos, en 1990 fue elegida Maja de España, un título similar a miss España. También ha obtenido el título de Maja de Andalucía, Maja Internacional y Maja de Europa. Además de ser modelo de trajes de flamenca de firmas como Carmen Acedo, Ángeles Verano o Yolanda Rivas.
En el mundo de la televisión, comenzó en 2009 como copresentadora junto a Juan y Medio del programa La tarde, aquí y ahora, el cual sigue presentando en la actualidad. También ha sustituido durante un tiempo a Toñi Moreno en el programa Un año de tu vida y ha sido presentadora de especiales y Campanadas de fin de año –(2018 con Fernando Díaz de la Guardia y en 2020 con Modesto Barragán) –, Original y Copla, Gente con Arte y Esta es tu noche.

## Vida privada
- Tiene dos hijos, llamados Juan (1997) y Eduardo (1998).[6]

## Trayectoria televisiva

### Programas presentados
| Año           | Programa                 | Cadena               |
| ------------- | ------------------------ | -------------------- |
| 2009-presente | La tarde, aquí y ahora   | Canal Sur Televisión |
| 2013          | ¡Feliz 2014!             | Canal Sur Televisión |
| 2018 y 2020   | Campanadas de fin de año | Canal Sur Televisión |
| 2019          | Original y copla         | Canal Sur Televisión |
| 2019          | Gente con arte           | Canal Sur Televisión |
| 2020          | Un año de tu vida        | Canal Sur Televisión |
| 2020-2021     | Esta es tu noche         | Canal Sur Televisión |

| Especial 35 años de Canal Sur Invitados: Paco Lobatón, Paco Gamero, Inmaculada Casal, María Villalón, Ana Hinestrosa, Carlos Herrera, Andrés Caparrós, Irma Soriano, Juan y Medio, Bertín Osborne, Agustín Bravo, Jesús Vázquez, Gemeliers, María Parrado, Abraham Mateo, Roberto Leal, Manu Sánchez, Joana Jiménez, Eva González, Marina Heredia, Pastora Soler, Manolo Rincón, Enrique Sánchez, Bosco Benítez, Paz Padilla, Manolo Sarriá, Toñi Moreno, Eduardo Bandera, José Antonio Naranjo, Jesús Vigorra, Charo Padilla, Riki Rivera, Pilar Rubio, Laura Sánchez, Enrique Romero, Ruiz Miguel, Juan Ramón Romero, Paz Santana, Manolo Casal, Salva Reina, Máximo Valverde, Silvia Medina, Remedios Cervantes, Mari Paz Sayago, Alberto Rodríguez, Kiti Mánver, Martita de Graná, Marisol Membrillo, Mariano Peña, Paco Tous, Fran Perea y Elena Furiase.
| Gala de Andalucía 2023
Rocío Márquez: Huelva
Alberto Rodríguez: Málaga
Fernando Tejero: Córdoba 
The Gardener: Sevilla
Salva Reina: Málaga 
Juanlu González: Córdoba
Nya de la Rubia: Sevilla
Rosario Pardo: Jaén
Ana Fernández: Valencina de la Concepción, Sevilla
Mariano Peña: Manzanilla, Huelva
María Morales: Córdoba
María León: Sevilla
Antonio de la Torre: Málaga
María Peláe: Málaga
Miguel Ríos: Granada
Toñi Moreno: Sanlúcar de Barrameda, Cádiz
Juan y Medio: Lúcar, Almería
El Barrio: Cádiz 
David DeMaría: Jerez de la Frontera, Cádiz 
El Arrebato: Sevilla
El Duende Callejero: Córdoba
| Gala de Andalucía 2025
Antonio José: Palma del Río, Córdoba
Ana de Caro: Huelva
David DeMaría: Jerez de la Frontera, Cádiz
María Peláe: Málaga
Antoñito Molina: Rota, Cádiz
Mariano Peña: Manzanilla, Huelva
Rosalinda: Sevilla
Dani Rovira: Almargen, Nálaga
Pastora Soler: Coria del Río, Sevilla 
Riki Rivera: Cádiz
Helena Kaittani: Córdoba
Pepón Nieto: Marbella, Málaga
Lucía Hoyos: Sevilla 
Paz Vega: Sevilla
Nya de la Rubia: Sevilla
Erika Leiva: La Línea de la Concepción, Cádiz
Félix Gómez: Carmona, Sevilla 
Maggie Civantos: Málaga
Juanlu González: Córdoba
Adelfa Calvo: Málaga
Patricia Montero: Valencia
Álex Adrover: Palma de Mallorca
La Mari de Chambao: Málaga
Sara de Las Chuches: Córdoba
Rasel: Tomares, Sevilla 
DeMarco Flamenco: Utrera, Sevilla
Toñi Moreno: Sanlúcar de Barrameda, Cádiz 
Teresa Martín: Antequera, Málaga
Antonio Pagudo: Baza, Granada
Merche: Cádiz
Mari Paz Sayago: Sevilla
Petra Martínez: Linares, Jaén
Pepe Begines: Los Palacios y Villafranca, Sevilla 
Daniel Ibáñez: Madrid
Alberto Rodríguez: Málaga
Macarena Gómez: Córdoba

## Premios
En el año 2016 recibió el premio Málaga en el corazón por ser una activa promotora del turismo hacia su tierra natal.